# Hakone-Tozan-Linie
| Zug auf der Hayakawa-Brücke (2007) |                                       |                              |                            |
| |                                       |                              |                            |
| Streckenlänge: | 15,0 km                               |                              |                            |
| Spurweite: | 1067 mm / 1435 mm                     |                              |                            |
| Stromsystem: | 750 V / 1500 V =                      |                              |                            |
| Maximale Neigung: | 80 ‰                                  |                              |                            |
| Minimaler Radius: | 30 m                                  |                              |                            |
| Streckengeschwindigkeit: | 40 km/h                               |                              |                            |
| Zweigleisigkeit: | nein                                  |                              |                            |
| |                                       |                              |                            |
| Gesellschaft: | Hakone Tozan Tetsudō, Odakyū Dentetsu |                              |                            |
| \| \| \| ↑ Odakyū Odawara-Linie \| 1927– \| \| \| \| ← Daiyūzan-Linie \| 1925– \| \| \| \| → Tōkaidō-Shinkansen \| 1964– \| \| \| \| → Tōkaidō-Hauptlinie \| 1920– \| \| \| \| \| \| \| \| \| \| \| \| \| 0,0 \| Odawara (小田原) \| 1920– \| \| \| \| \| \| \| \| \| Komine-Tunnel (286 m) \| \| \| \| \| \| \| \| \| \| \| \| \| \| 1,7 \| Hakone-Itabashi (箱根板橋) \| 1935– \| \| \| \| Odawara-Atsugi-Autobahn \| \| \| \| 3,2 \| Kazamatsuri (風祭) \| 1935– \| \| \| \| Betriebswerk Iriuda \| \| \| \| 4,2 \| Iriuda (入生田) \| 1935– \| \| \| 6,1 \| Hakone-Yumoto (箱根湯本) \| 1919– \| \| \| \| \| \| \| \| \| \| \| \| \| \| Yumoto-Tunnel (24 m) \| \| \| \| \| Chikurayama-Tunnel (183 m) \| \| \| \| \| Tōnomine-Tunnel (194 m) \| \| \| \| 7,1 \| Tōnosawa (塔ノ沢) \| 1919– \| \| \| \| Daigatake-Tunnel (318 m) \| \| \| \| \| Sugiyama-Tunnel (149 m) \| \| \| \| \| Hayakawa \| \| \| \| \| Deyama-Tunnel (125 m) \| \| \| \| \| Matsuyama-Tunnel (97 m) \| \| \| \| 8,3 \| Deyama (出山) \| 1919– \| \| \| \| Arashiyama-Tunnel (237 m) \| \| \| \| \| Kaneyama-Tunnel (90 m) \| \| \| \| \| Jōbanyama-Tunnel (167 m) \| \| \| \| \| Hatayama-Tunnel (103 m) \| \| \| \| 9,9 \| Ōhiradai (大平台) \| 1919– \| \| \| 10,4 \| Kami-Ōhiradai (上大平台信号) \| 1919– \| \| \| \| Ōhiradai-Tunnel (302 m) \| \| \| \| 11,2 \| Ausweiche Sennindai \| Ausweiche Sennindai \| \| \| 12.1 \| Miyanoshita (宮ノ下) \| 1919– \| \| \| 13.4 \| Kowakidani (小涌谷) \| 1919– \| \| \| 14.3 \| Chōkokunomori (小涌谷) \| 1919– \| \| \| 15,0 \| Gōra (強羅) \| 1919– \| \| \| \| ↓ Hakone-Tozan-Standseilbahn \| 1921– \| |                                       |                              |                            |
| Strecke |                                       | ↑ Odakyū Odawara-Linie       | 1927–                      |
| Kreuzung geradeaus oben · Strecke von rechts |                                       | ← Daiyūzan-Linie             | 1925–                      |
| Strecke von links · Kreuzung geradeaus unten · Strecke quer · Kreuzung geradeaus unten |                                       | → Tōkaidō-Shinkansen         | 1964–                      |
| Strecke · Strecke · Strecke von links · Kreuzung geradeaus unten |                                       | → Tōkaidō-Hauptlinie         | 1920–                      |
| Strecke · Strecke · Strecke |                                       |                              |                            |
| Strecke · Strecke |                                       |                              |                            |
| | 0,0                                   | Odawara (小田原)             | 1920–                      |
| Strecke |                                       |                              |                            |
| Tunnel · Tunnel · Tunnel |                                       | Komine-Tunnel (286 m)        | Komine-Tunnel (286 m)      |
| Strecke · Strecke · Strecke nach links |                                       |                              |                            |
| Strecke nach links · Kreuzung geradeaus unten · Strecke quer |                                       |                              |                            |
| Bahnhof | 1,7                                   | Hakone-Itabashi (箱根板橋)   | 1935–                      |
| |                                       | Odawara-Atsugi-Autobahn      |                            |
| Bahnhof | 3,2                                   | Kazamatsuri (風祭)           | 1935–                      |
| Betriebsstelle Streckenanfang · Strecke |                                       | Betriebswerk Iriuda          | Betriebswerk Iriuda        |
| Strecke · Bahnhof | 4,2                                   | Iriuda (入生田)              | 1935–                      |
| | 6,1                                   | Hakone-Yumoto (箱根湯本)     | 1919–                      |
| Strecke |                                       |                              |                            |
| |                                       |                              |                            |
| Tunnel |                                       | Yumoto-Tunnel (24 m)         | Yumoto-Tunnel (24 m)       |
| Tunnel |                                       | Chikurayama-Tunnel (183 m)   | Chikurayama-Tunnel (183 m) |
| Tunnel |                                       | Tōnomine-Tunnel (194 m)      | Tōnomine-Tunnel (194 m)    |
| Bahnhof | 7,1                                   | Tōnosawa (塔ノ沢)            | 1919–                      |
| Tunnel |                                       | Daigatake-Tunnel (318 m)     | Daigatake-Tunnel (318 m)   |
| Tunnel |                                       | Sugiyama-Tunnel (149 m)      | Sugiyama-Tunnel (149 m)    |
| Brücke über Wasserlauf |                                       | Hayakawa                     | Hayakawa                   |
| Tunnel |                                       | Deyama-Tunnel (125 m)        | Deyama-Tunnel (125 m)      |
| Tunnel |                                       | Matsuyama-Tunnel (97 m)      | Matsuyama-Tunnel (97 m)    |
| Abzweig nach links und von links · Betriebsstelle Streckenende und quer | 8,3                                   | Deyama (出山)                | 1919–                      |
| Tunnel |                                       | Arashiyama-Tunnel (237 m)    | Arashiyama-Tunnel (237 m)  |
| Tunnel |                                       | Kaneyama-Tunnel (90 m)       | Kaneyama-Tunnel (90 m)     |
| Tunnel |                                       | Jōbanyama-Tunnel (167 m)     | Jōbanyama-Tunnel (167 m)   |
| Tunnel |                                       | Hatayama-Tunnel (103 m)      | Hatayama-Tunnel (103 m)    |
| Kopfbahnhof Streckenanfang und quer · Abzweig nach rechts und von rechts | 9,9                                   | Ōhiradai (大平台)            | 1919–                      |
| Abzweig nach links und von links · Betriebsstelle Streckenende und quer | 10,4                                  | Kami-Ōhiradai (上大平台信号) | 1919–                      |
| Tunnel |                                       | Ōhiradai-Tunnel (302 m)      | Ōhiradai-Tunnel (302 m)    |
| Blockstelle | 11,2                                  | Ausweiche Sennindai          | Ausweiche Sennindai        |
| Bahnhof | 12.1                                  | Miyanoshita (宮ノ下)         | 1919–                      |
| Bahnhof | 13.4                                  | Kowakidani (小涌谷)          | 1919–                      |
| Bahnhof | 14.3                                  | Chōkokunomori (小涌谷)       | 1919–                      |
| Kopfbahnhof Streckenende | 15,0                                  | Gōra (強羅)                  | 1919–                      |
| |                                       | ↓ Hakone-Tozan-Standseilbahn | 1921–                      |

Die Hakone-Tozan-Linie (jap. 箱根登山鉄道線, Hakone Tozan Tetsudō-sen, deutsch: „Hakone-Bergbahnlinie“) ist eine Eisenbahnstrecke auf der japanischen Insel Honshū. Sie wird von den Bahngesellschaften Odakyū Dentetsu und Hakone Tozan Tetsudō betrieben, die beide Tochtergesellschaften der Odakyu Group sind. Die teils in Normalspur, teils in Kapspur gebaute Strecke im Westen der Präfektur Kanagawa verbindet Odawara mit Hakone. Auf einer Länge von 15 km überwindet sie einen Höhenunterschied von 527 m, wobei drei Spitzkehren befahren werden. Die Neigung beträgt bis zu 80 ‰, womit diese Strecke die steilste Adhäsionsbahn Japans ist.

## Beschreibung

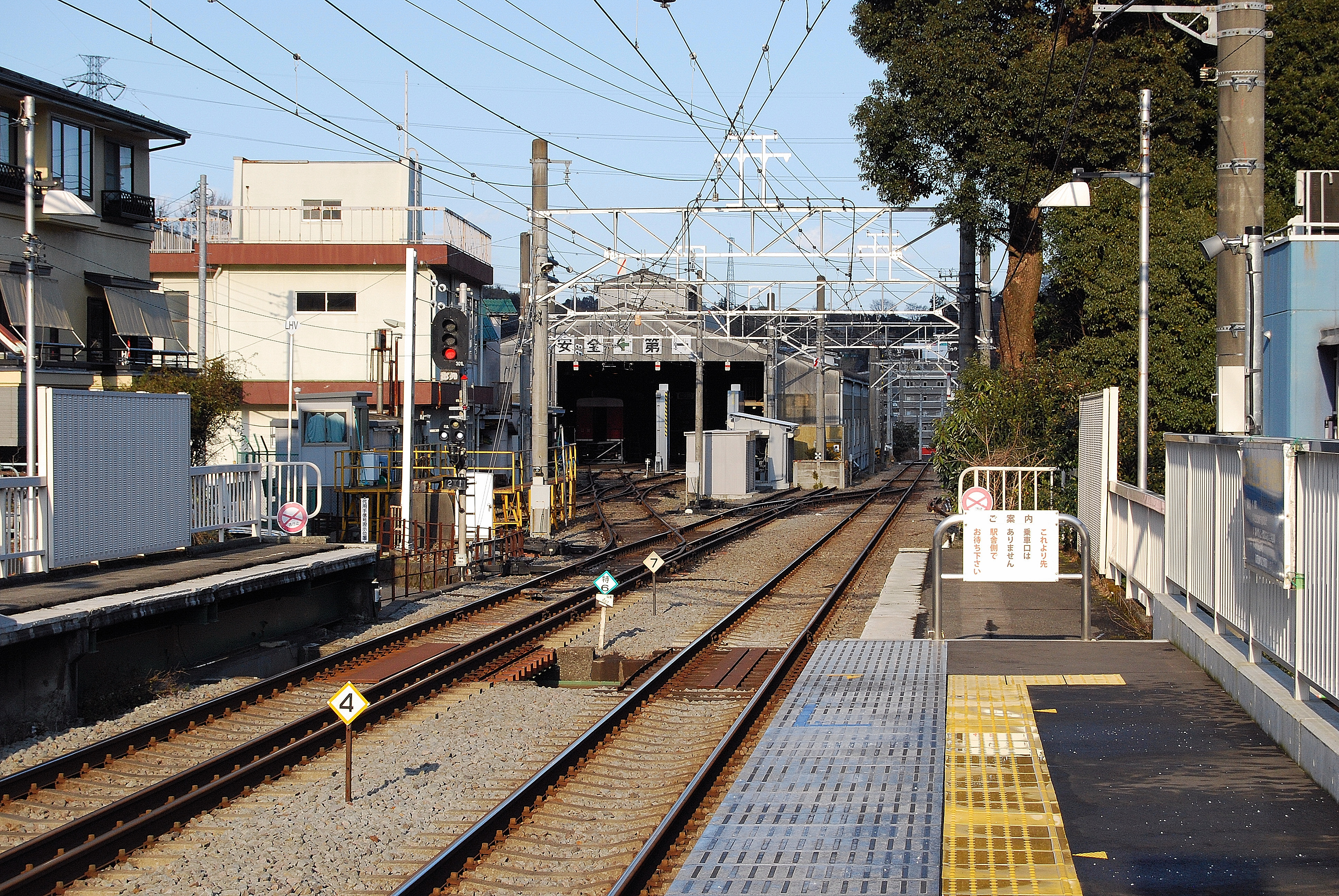
Dreischienengleis in Iriuda, hinten das Betriebswerk

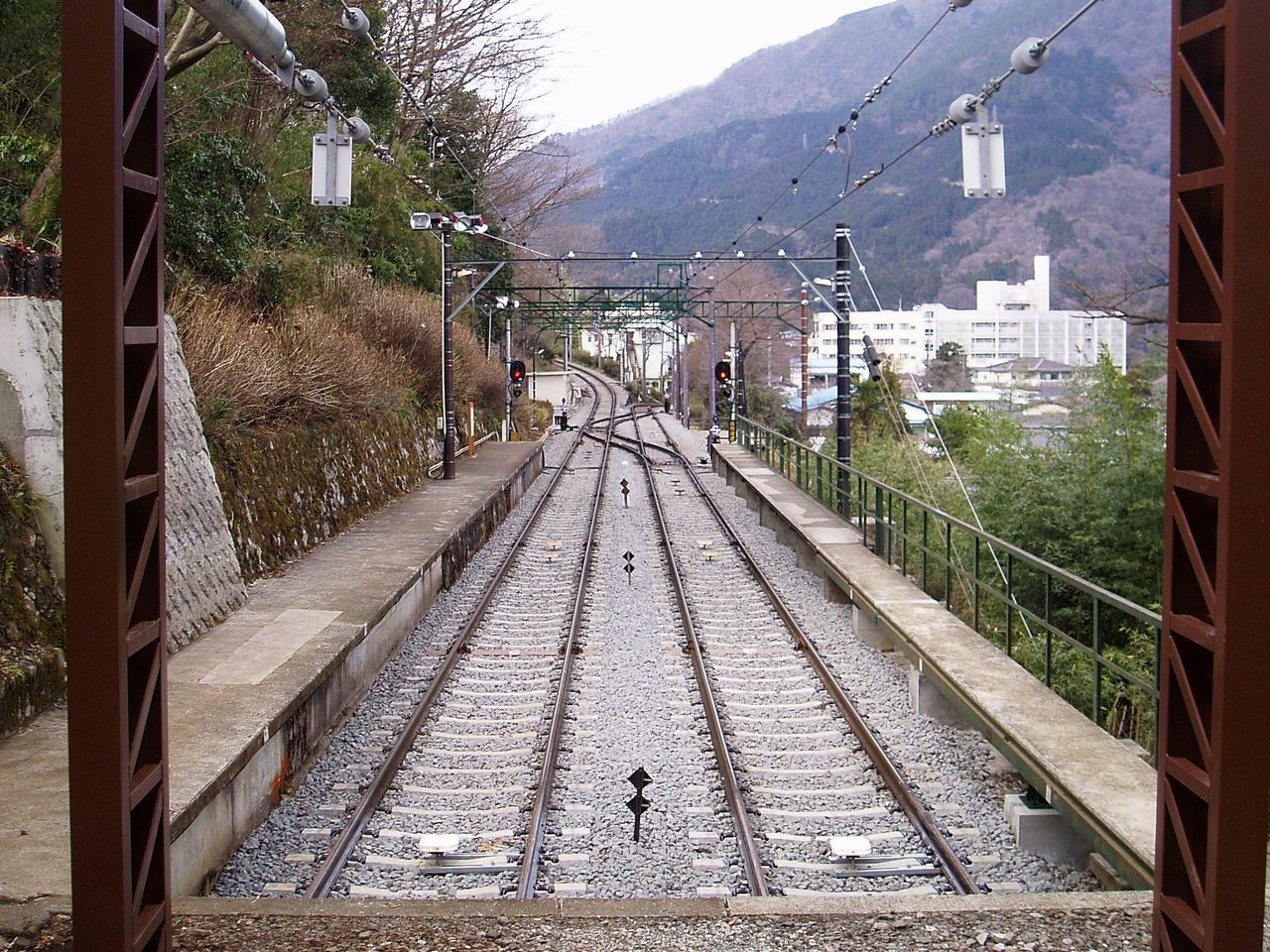
Spitzkehre Kami-Ōhiradai

Das Hakone-Vulkanmassiv ist ein Vulkankomplex an der Grenze der Präfekturen Kanagawa und Shizuoka, etwa 80 Kilometer Luftlinie südwestlich von Tokio. Aufgrund der reizvollen Landschaft, des milden Klimas und der vielen Thermalquellen mit Onsen-Bädern gehört die Gegend seit langem zu den beliebtesten Touristendestinationen des Landes. Die Hakone-Tozan-Linie erschließt die Region von der Ostseite her durch das Hayakawa-Tal. Sie ist auf ihrer gesamten Länge eingleisig und bedient elf Bahnhöfe, wobei an allen Zwischenhalten Zugkreuzungen möglich sind.
Aufgrund unterschiedlicher technischer Merkmale ist die Strecke in zwei Sektionen unterteilt, eine vergleichsweise flache „Talstrecke“ von Odawara nach Hakone-Yumoto sowie eine daran anschließende Steilstrecke nach Gōra. Die seit 2006 ausschließlich von der Odakyū Dentetsu befahrene Talstrecke schließt im Bahnhof Odawara unmittelbar an die Odakyū Odawara-Linie in Richtung des Tokioter Bahnhofs Shinjuku an. Mit ihr teilt sie die Kapspurweite von 1067 mm und das Bahnstromsystem (1500 V Gleichspannung). Hingegen ist die von der Hakone Tozan Tetsudō befahrene Steilstrecke normalspurig (1435 mm) und weist eine Fahrdrahtspannung von 750 V auf. Auf dem zwei Kilometer langen Teilstück zwischen Hakone-Yumoto und dem Betriebswerk Iriuda ist ein Dreischienengleis verlegt; bis 2006 reichte es bis zum Bahnhof Odawara.
Nach Verlassen des Bahnhofs Odawara verläuft die kapspurige Strecke zunächst südwärts parallel zur Tōkaidō-Hauptlinie. Nach Erreichen des Hayakawa-Tals biegt sie nach Westen ab und unterquert die Strecke der Tōkaidō-Shinkansen. Mit einer Neigung zwischen 28,5 und 33,3 ‰ folgt sie dem linken Ufer des Flusses. Etwa 150 m östlich des Bahnhofs Iriuda steht das Betriebswerk für die Züge der Hakone Tozan Tetsudō. Hier beginnt das Dreischienengleis, das sich bis zum übernächsten Bahnhof Hakone-Yumoto erstreckt. Dabei wird auf einer Länge von etwas mehr als einem Kilometer eine Neigung von 40 ‰ überwunden. Unmittelbar westlich von Hakone-Yumoto beginnt die Steilstrecke mit einer maximalen Neigung von 80 ‰, die nur von der normalspurigen Bergbahn befahren werden kann. Auf der 43 m hohen und 60 m langen Hayakawa-Brücke quert die Strecke eine tief eingeschnittene Schlucht und wechselt dabei auf die rechte Talseite. Die Brücke steht seit Februar 1999 als registriertes materielles Kulturgut unter Denkmalschutz.
Durch die zwei unmittelbar daran anschließenden Tunnel beschreibt die Strecke annähernd eine 180°-Kurve und erreicht die Spitzkehre Deyama. Von hier aus ist die Hayakawa-Brücke zu sehen, die kurz zuvor passiert wurde. Zwei weitere Male wird die Fahrtrichtung gewechselt, im Bahnhof Ōhiradai und in der Spitzkehre Kami-Ōhiradai. Die Kurve nach dem Bahnhof Kowakidani ist mit einem Radius von nur 30 m die engste der gesamten Bergbahn. Zwischen Chōkokunomori und der Endstation ist die Strecke beinahe eben. Im Bahnhof Gōra kann auf die Hakone Tozan Cable Car umgestiegen werden, eine Standseilbahn zu höher gelegenen Stadtteilen von Hakone. An diese wiederum knüpft die Hakone-Seilbahn zum Ashi-See an.

## Züge

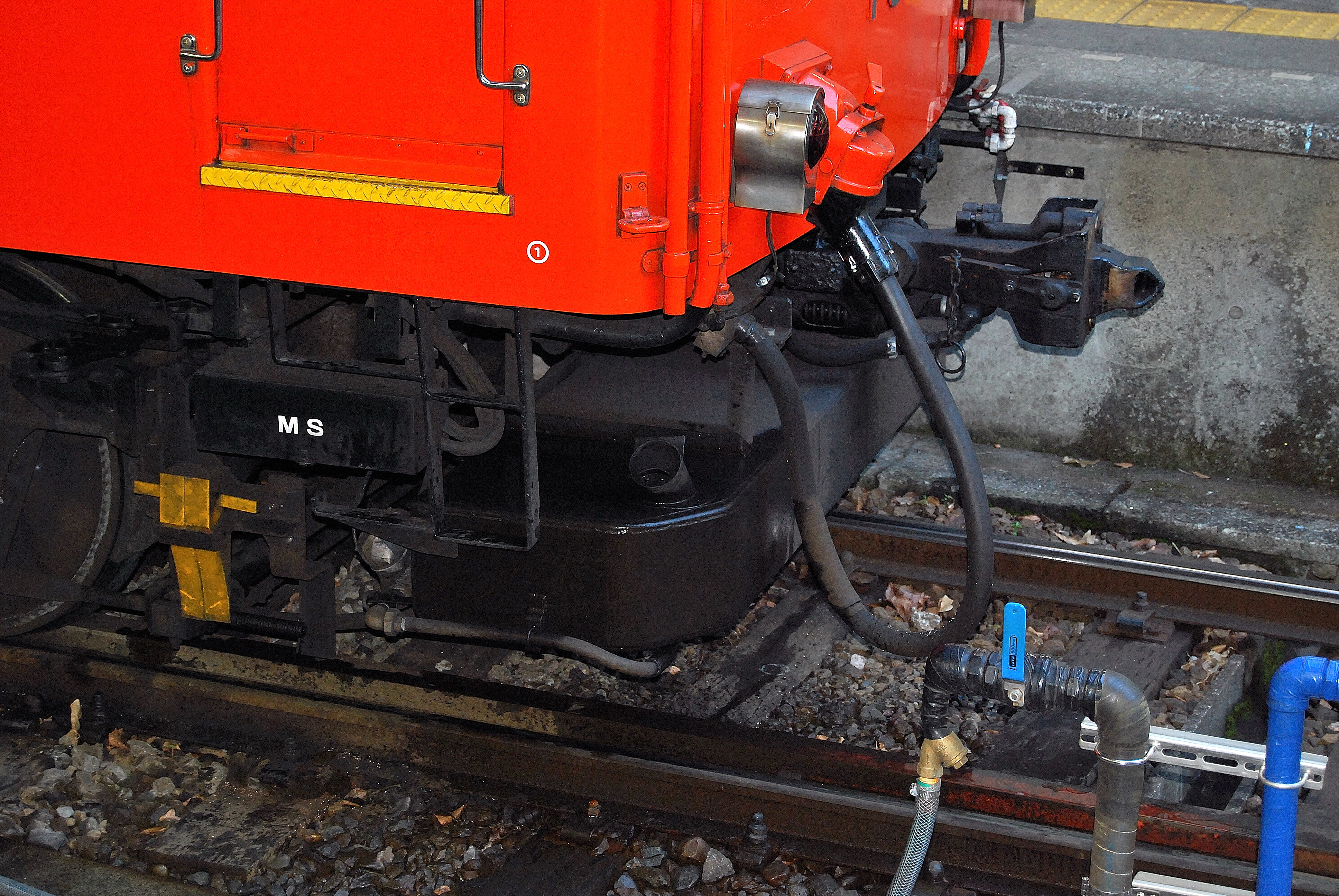
Wassertank am Drehgestell

Auf der Talstrecke von Hakone-Yumoto nach Odawara verkehren Personenzüge der Odakyū Dentetsu im Viertelstundentakt. Sie werden zur Odakyū Odawara-Linie in Richtung Shinjuku durchgebunden. Dies gilt auch für die im Halbstundentakt verkehrenden Schnellzüge, die nicht an den Zwischenstationen halten und bei denen Romancecar-Wagen zum Einsatz kommen. Zu den Spitzenzeiten wird der Fahrplan weiter verdichtet. Auf der Bergstrecke Hakone-Yumoto–Gōra verkehren die Züge tagsüber alle 15 Minuten, abends alle 30 Minuten; sie halten an allen Zwischenstationen.
Zur Überwindung der bis zu 80 ‰ steilen Steigung setzt die Hakone Tozan Tetsudō auf der Bergstrecke Wasser zur Radkranzschmierung ein. Zu diesem Zweck verfügen die Wagen an beiden Enden einen am Drehgestell befestigten Wassertank, der 360 Liter fasst. Auf Knopfdruck des Triebwagenführers wird Wasser auf die Räder gesprüht, wobei auf jeder Fahrt etwa 50 bis 80 Liter verbraucht werden.

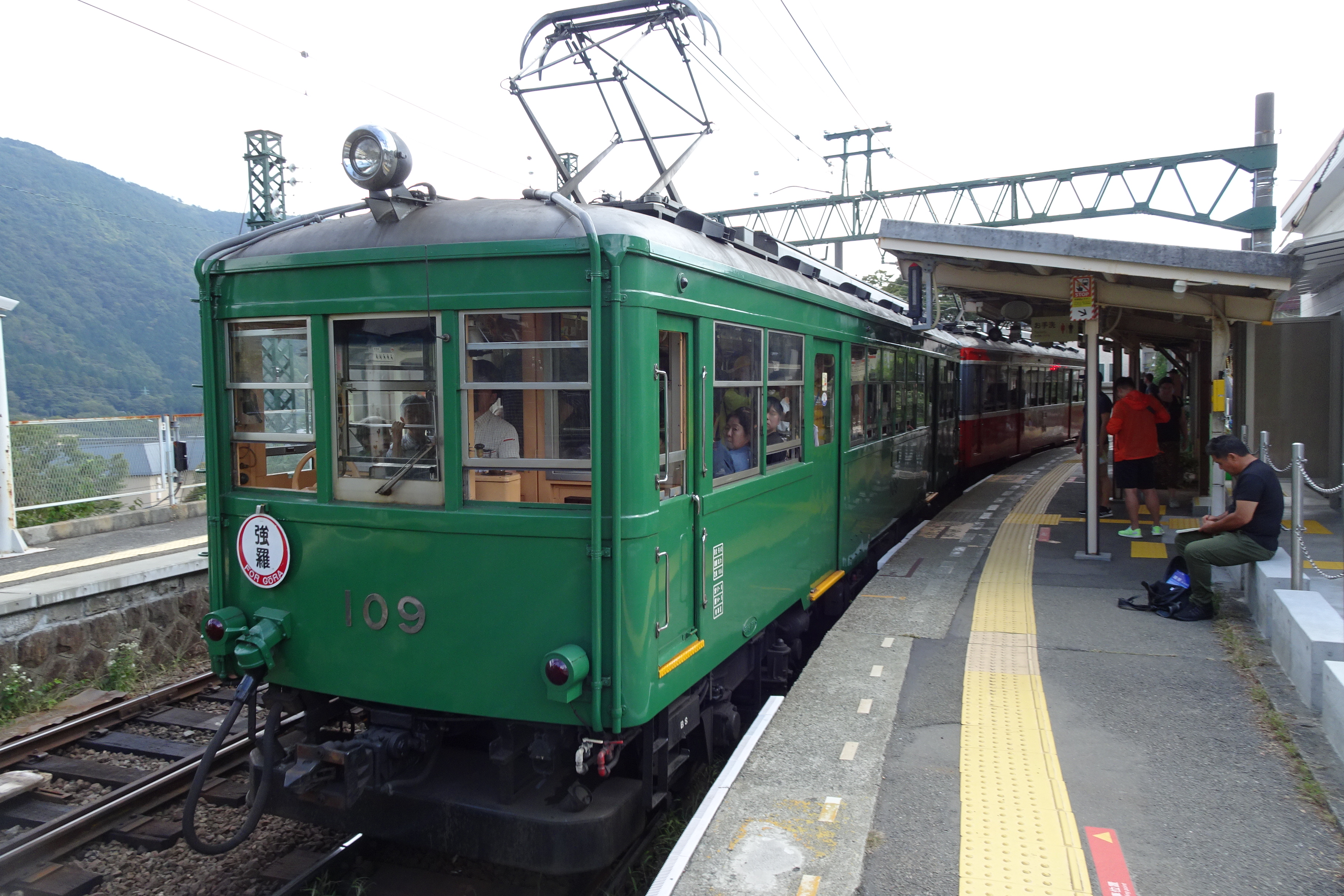
Baureihe Moha 2

Seit den 1950er Jahren verkehren Züge des Typs Moha 1 und Moha 2, die nach und nach ausgemustert und durch neuere Modelle ersetzt werden.
Seit 1979 unterhält die Hakone Tozan Tetsudō eine partnerschaftliche Beziehung mit der Rhätischen Bahn in der Schweiz. Neben dem Austausch bahntechnischer Erfahrungen wird insbesondere die touristische und kulturelle Zusammenarbeit gepflegt. Ein Zeichen dieser Verbundenheit sind die Triebwagen, deren Namen alle einen Bezug zum Kanton Graubünden haben. Die 1981 eingeführten Triebwagen der Baureihe 1000 tragen den Namen „Bernina“; sie sind nach der Berninabahn benannt und wurden mit dem Blue Ribbon Award ausgezeichnet. 1989 folgte die Baureihe 2000, genannt „St. Moritz“. Die seit 2014 verkehrenden Wagen der Baureihe 3000 sowie die seit 2017 verkehrenden und als Baureihe 3100 bezeichneten 2-Wagen-Einheiten der Baureihe 3000 heißen „Allegra“.

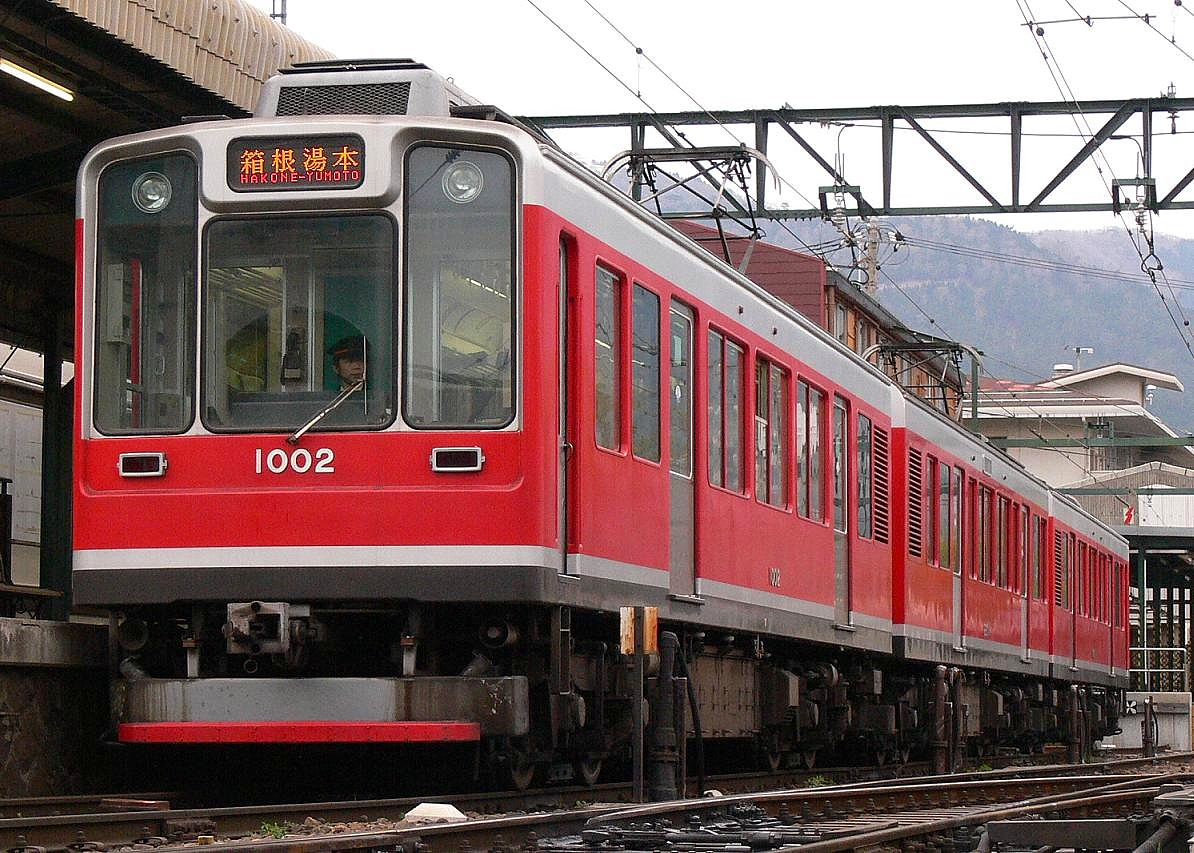
Baureihe 1000 „Bernina“
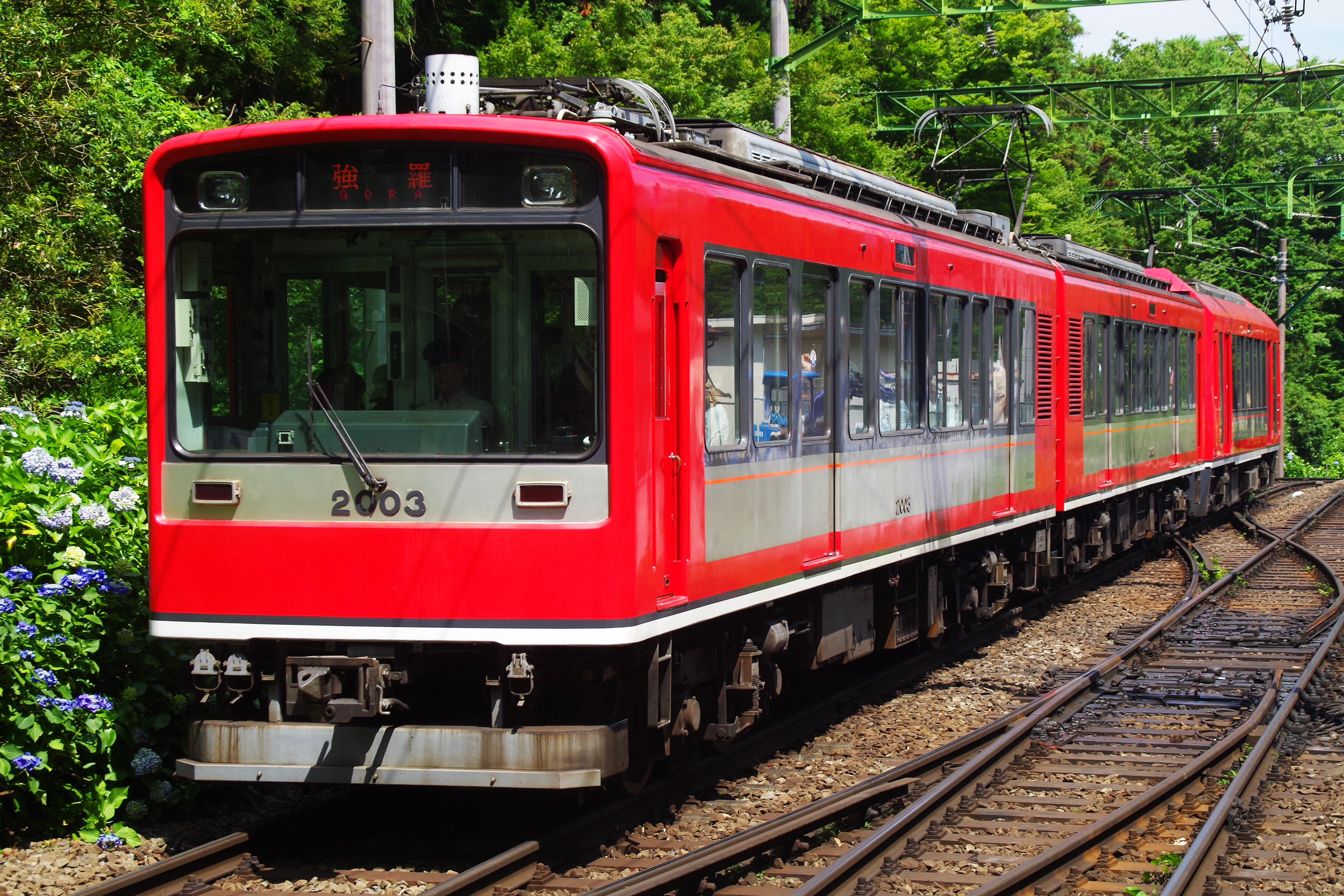
Baureihe 2000 „St. Moritz“
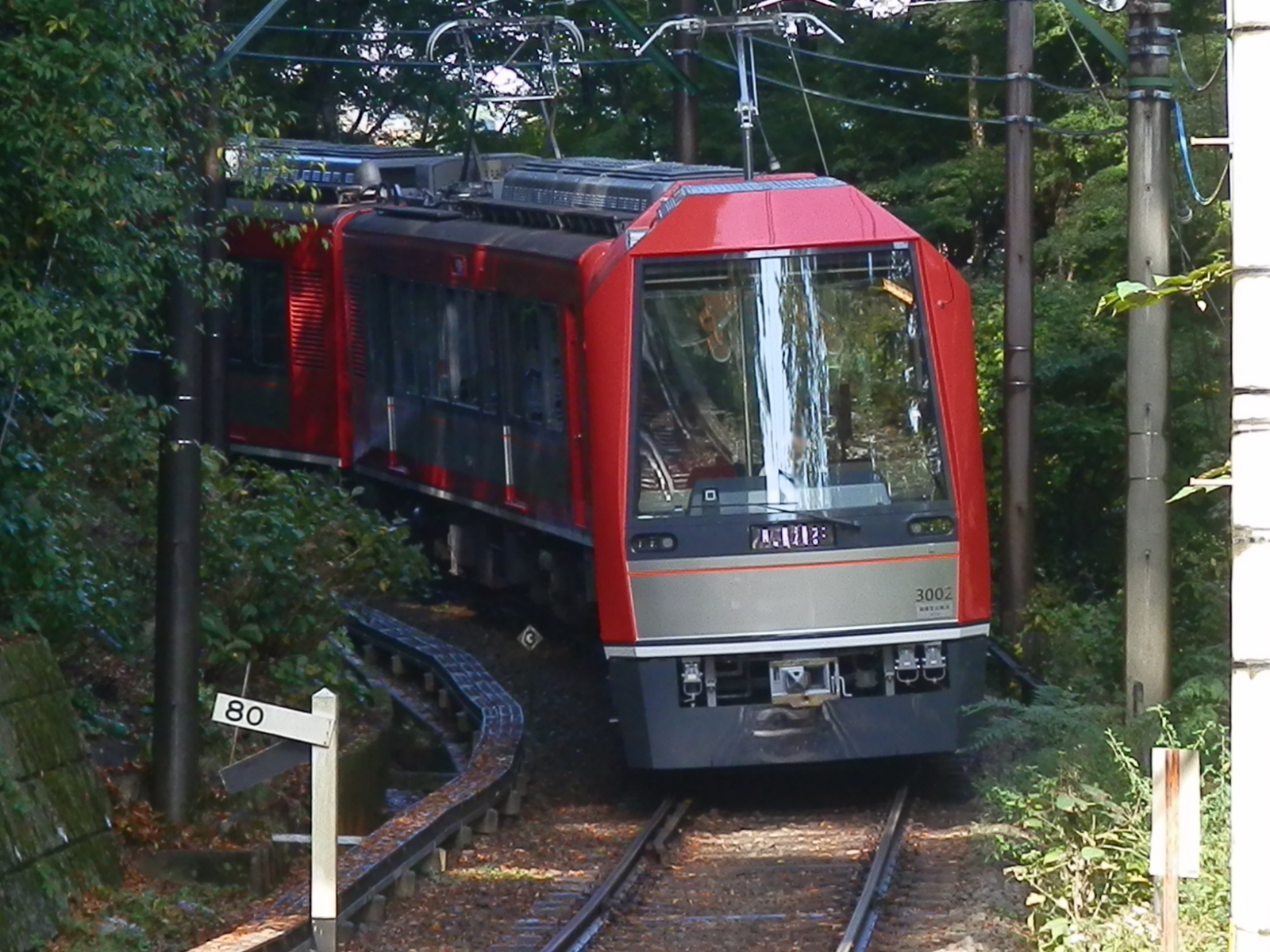
Baureihe 3000 „Allegra“
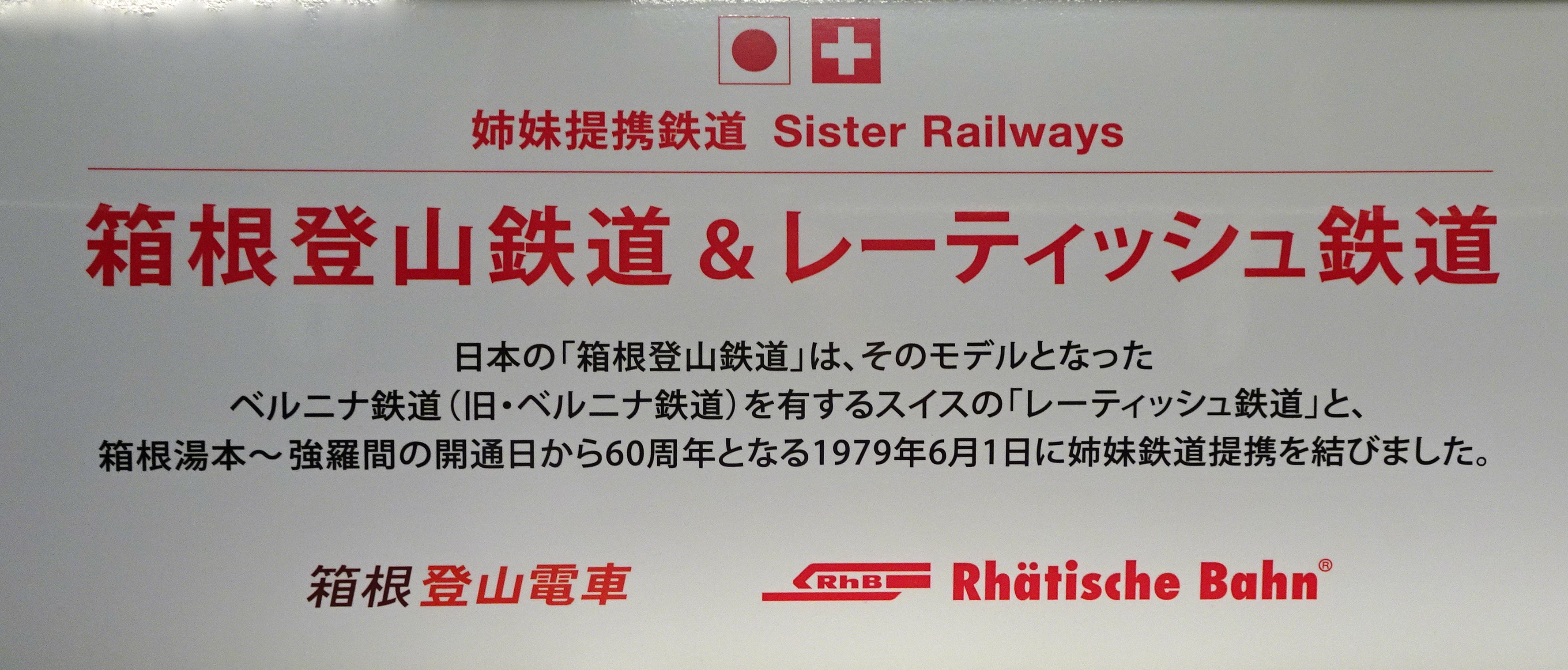
Plakette Sister Railways

## Geschichte

### Planung und Bau der Bergstrecke
Der Tōkaidō, seit der frühen Edo-Zeit die wichtigste Post- und Handelsstraße Japans, führte einst über Odawara und Hakone. Die in den 1870er und 1880er Jahren errichtete Tōkaidō-Hauptlinie erschloss diese Orte nicht, sondern umfuhr das Hakone-Vulkanmassiv an dessen Nordseite (diese Streckenführung entspricht der heutigen Gotemba-Linie). Einflussreiche Personen aus Odawara befürchteten, dass ihre Stadt abgehängt würde und setzten sich deshalb für den Bau einer Pferdebahn ein. Sie wurde 1888 durch eine Vorgängerin der heutigen Hakone Tozan Tetsudō erbaut und verband den Bahnhof Kōzu mit Odawara und Hakone-Yumoto. 1900 erfolgte ihre Umwandlung in eine elektrische Straßenbahn. Das Teilstück Kōzu–Odawara blieb bis 1920 bestehen, die Straßenbahn Odawara bestand innerhalb der Stadt bis 1956.
1907 begann die Planung einer ab Hakone-Yumoto verkehrenden Bergbahn, um den Tourismus zu fördern. Der einflussreiche Politiker Inoue Kaoru und Masuda Takashi, der Vorsitzende des Mitsui-Konzerns, unterstützten das Vorhaben. Eine außerordentliche Generalversammlung beschloss im Januar 1910 die Umsetzung des Projekts. Kurz darauf verursachten jedoch Überschwemmungen im Hayakawa-Tal massive Erdrutsche, sodass die ursprünglich geplante Strecke nicht gebaut werden konnte. Die Neuplanung umfasste einen Zahnradbahnabschnitt nach System Abt mit einer Neigung von 125 ‰, doch es gab Bedenken, dass der Eingriff in die Natur dadurch zu groß wäre. 1912 reiste der Chefingenieur für ein halbes Jahr nach Europa, um verschiedene Bergbahnen zu studieren. Nach seiner Rückkehr fiel die Wahl auf eine Adhäsionsbahn nach dem Vorbild der zwei Jahre zuvor fertiggestellten Berninabahn in der Schweiz. Die Neigung musste auf 80 ‰ begrenzt werden, was drei Spitzkehren erforderlich machte.
Im November 1912 begannen die Bauarbeiten, mussten aber kurz darauf unterbrochen werden, da das Genehmigungsverfahren noch nicht abgeschlossen war. Sie wurden im Juni 1913 wiederaufgenommen und gerieten nach Ausbruch des Ersten Weltkriegs erneut ins Stocken. Verschiedene Baumaterialien konnten nicht mehr importiert werden oder ihre Lieferung verzögerte sich erheblich. Aus diesem Grund sollte zur Überbrückung des Hayakawa das nicht mehr benötigte Fachwerk einer Brücke wiederverwendet werden, die seit 1888 an der Tōkaidō-Hauptlinie den Fluss Tenryū überspannte. Der Gouverneur der Präfektur Kanagawa befürchtete eine Verschandelung der Landschaft und stimmte der Wiederverwertung nur unter der Bedingung zu, dass später ein vollständiger Neubau erfolgen würde. Eine 1916 durchgeführte geologische Untersuchung kam zum Schluss, dass bei Miyanoshita kein Tunnelbau möglich sei, ohne die dortigen Thermalquellen zu beeinträchtigen, weshalb die Streckenführung in diesem Bereich erneut angepasst werden musste.

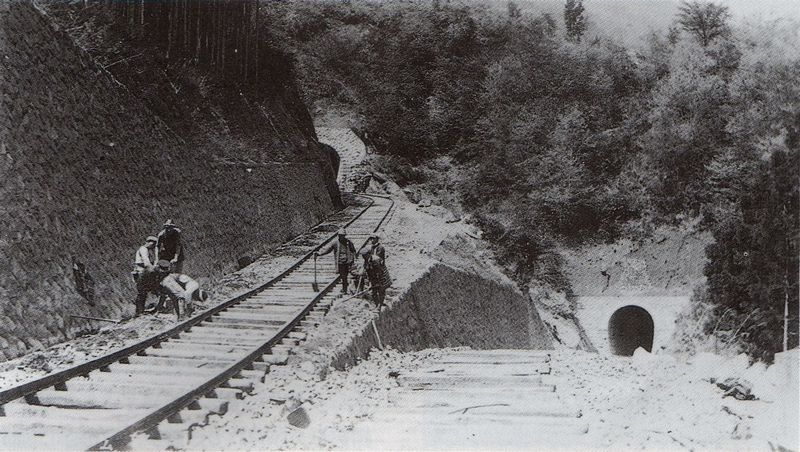
Bau der Spitzkehrere Deyama
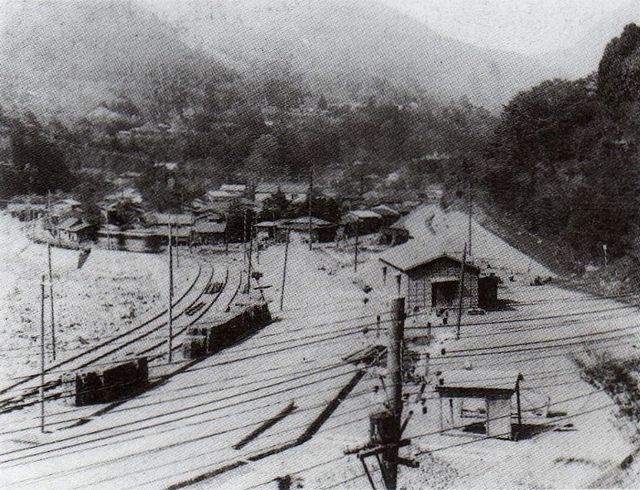
Bau des Bahnhofs Hakone-Yumoto
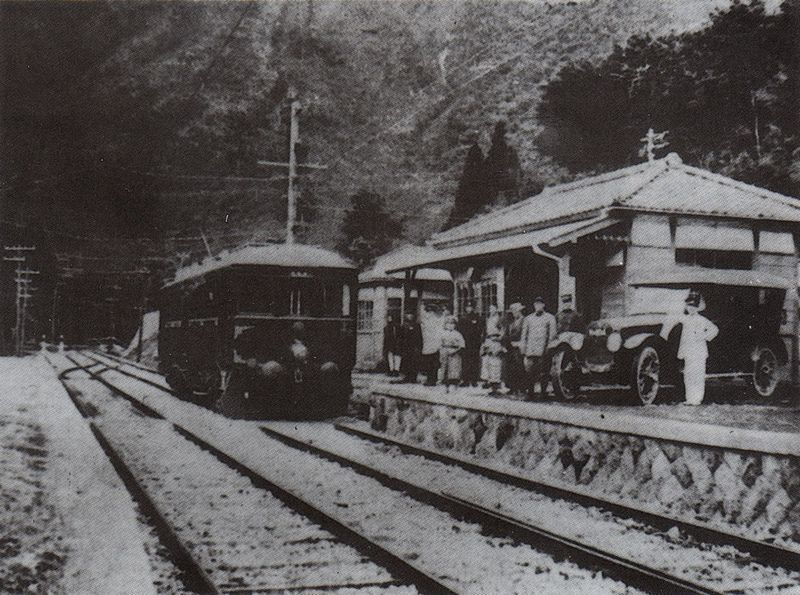
Station Kowakidani kurz nach der Eröffnung

Die Kosten lagen deutlich über den ursprünglichen Schätzungen und das Firmenkapital musste in der Zwischenzeit schrittweise auf 6,6 Millionen Yen verdreifacht werden. Durch Masudas großen Einfluss reagierte die Tokioter Geschäftswelt wohlwollend auf die Kapitalerhöhungen, zumal die Gewinnaussichten weiterhin gut waren. Die Bauarbeiten waren schließlich am 24. Mai 1919 abgeschlossen. Eine Woche später, am 1. Juni 1919, erfolgte die Eröffnung der Bergstrecke von Hakone-Yumoto nach Gōra.

### Verlängerung nach Odawara und Übernahme durch Odakyū

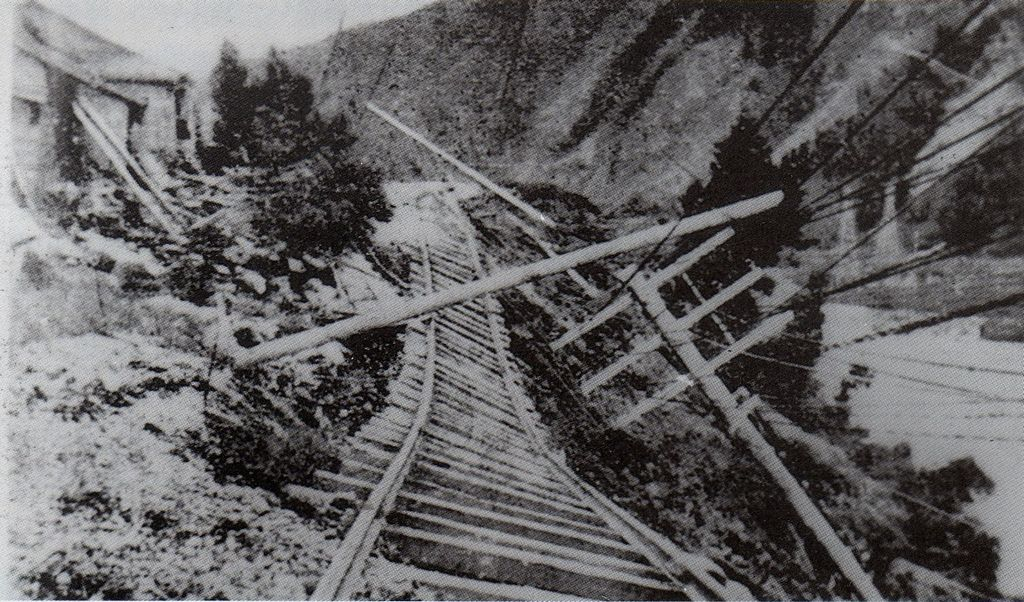
Zerstörung nach dem Großen Kantō-Erdbeben (1923)

Das Große Kantō-Erdbeben am 1. September 1923 richtete schwere Schäden an. Mehrere Stationsgebäude fielen in sich zusammen, Schuttmassen begruben große Teile der Trasse und der Fahrleitung, alle Triebwagen sprangen aus den Schienen. Sämtliche Brücken wurden zerstört – mit Ausnahme der kontroversen Hayakawa-Brücke, die fast unbeschädigt blieb und entgegen den früheren Zusicherungen bis heute nicht neu erbaut wurde. Die Instandsetzungsarbeiten begannen im Januar 1924 und schritten nur langsam voran. Das Teilstück zwischen Hakone-Yumoto und der Deyama-Spitzkehre konnte am 10. September wiedereröffnet werden, die Teilstrecken Deyama–Ōhiradai und Kowakidani–Gōra am 24. November, der Abschnitt Miyanoshita–Kowakidani am 24. Dezember. Mit der Inbetriebnahme des Teilstücks Ōhiradai–Miyanoshita war der Wiederaufbau am 28. Dezember 1924 abgeschlossen.
Am 20. Januar 1928 fusionierte die Odawara Denki Tetsudō mit der Elektrizitätsgesellschaft Nippon Denryoku. Diese Verbindung hielt nur etwas mehr als ein halbes Jahr: Nippon Denryoku übertrug am 13. August 1928 sämtliche Geschäftsbereiche außer der Stromproduktion an die Bahngesellschaft, die sich am selben Tag verselbständigte und nun den Namen Hakone Tozan Tetsudō trug. Aufgrund zunehmender Konkurrenz durch Reisebusse, die von Odawara direkt nach Gōra fuhren, sanken die Einnahmen. Die Bahngesellschaft strebte nach einer schnelleren Verbindung zwischen Odawara und Hakone-Yumoto, zumal die Straßenbahn nicht leistungsfähig genug war und Umwege machte. Nachdem die Bauarbeiten im November 1931 begonnen hatten, erfolgte am 1. Oktober 1935 die Eröffnung der „Talstrecke“. Sie ermöglichte eine Zeitersparnis von 20 Minuten auf der Gesamtstrecke Odawara–Gōra.
Die Bergbahn blieb von den Auswirkungen des Zweiten Weltkriegs weitgehend verschont. Hingegen zerstörte der Taifun Ione am 15. September 1948 zwei Brücken und verursachte Erdrutsche, die einen Teil der Strecke verschütteten. Der Verkehr konnte erst am 6. Juli 1949 wiederaufgenommen werden. In der Zwischenzeit verlor die Hakone Tozan Tetsudō ihre Eigenständigkeit. Sie wurde am 1. Juni 1948 vom Bahnunternehmen Odakyū Dentetsu übernommen, der Muttergesellschaft des heutigen Konzerns Odakyu Group, die am selben Tag eine Nonstop-Schnellzugverbindung zwischen Shinjuku und Odawara einführte.

### Dreischienengleis auf der Talstrecke

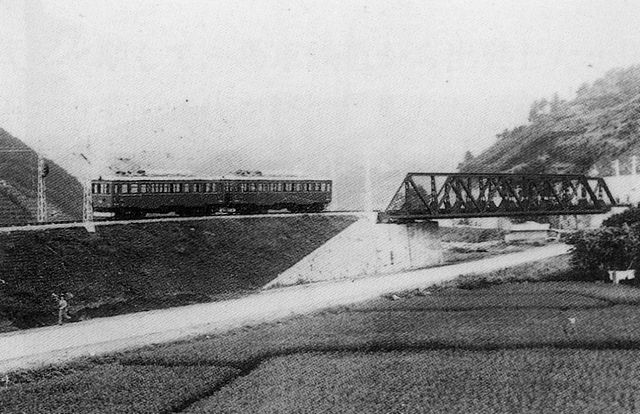
Testzug auf der Itabashi-Brücke der Talstrecke (1935)

Um gegenüber der staatlichen Tōkaidō-Hauptlinie einen Konkurrenzvorteil zu erlangen, hielt es die neue Besitzerin für angebracht, direkte Züge von Shinjuku bis Hakone-Yumoto zu führen. Diesem Vorhaben standen unterschiedliche Spurweiten entgegen: Die Odakyū Odawara-Linie war in Kapspur (1067 mm) verlegt worden, die Hakone-Tozan-Linie hingegen in Normalspur (1435 mm). Eine Umspurung der Bergbahn kam nicht in Frage, denn ausreichend leistungsfähige Elektromotoren für den Antrieb von Triebwagen auf der 80-Promille-Steilstrecke waren damals zu groß, als dass sie in Kapspurfahrzeuge gepasst hätten. Zwar wäre eine Umspurung der Odawara-Linie technisch möglich gewesen, diese Option schied aber wegen zu hoher Kosten ebenfalls aus.
So fiel die Entscheidung, zwischen Odawara und Hakone-Yumoto ein Dreischienengleis zu verlegen, das von Fahrzeugen beider Spurweiten befahren werden kann. Ein weiteres Problem war, dass Odakyū-Fahrzeuge damals nur Steigungen von bis zu 25 ‰ bewältigen konnten, die Talstrecke von Odawara nach Hakone-Yumoto aber bis zu 40 ‰ steil ist. Deshalb musste Odakyū mehrere seiner Fahrzeuge mit moderneren Bremssystemen nachrüsten. Der Verkehr auf dem Dreischienengleis wurde am 1. August 1950 aufgenommen und die Fahrdrahtspannung auf diesem Abschnitt von 600 auf 1500 V erhöht. Innerhalb eines Jahres stiegen die Fahrgastzahlen um mehr als einen Viertel an. 1964 ersetzte die Hakone Tozan Tetsudō das mittlerweile veraltete Bahnbetriebswerk in Hakone-Yumoto durch einen Neubau in der Nähe des Bahnhofs Iriuda.

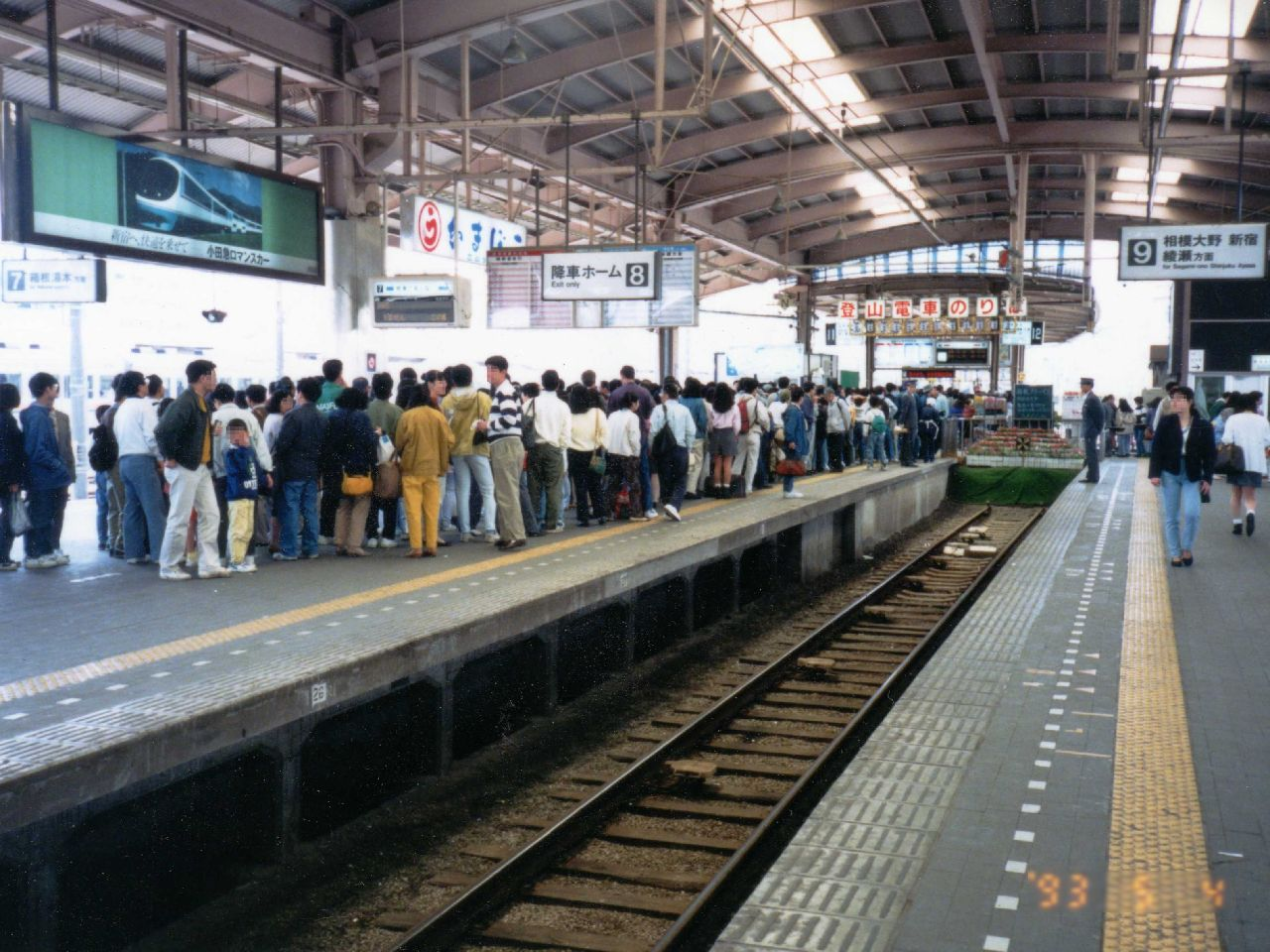
Großandrang während der Goldenen Woche 1993 im Bahnhof Odawara

1991 überschritt die Zahl der Fahrgäste die Marke von 10 Millionen jährlich. 52 % der Besucher von Hakone reisten damals mit der Bergbahn an, obwohl ihre Beförderungskapazität begrenzt war: Alle 15 Minuten verkehrte ein Zug mit zwei Wagen, was besonders während der Goldenen Woche zu Engpässen mit einer Wartezeit von bis zu zwei Stunden führte. Aus diesem Grund sollte die Strecke für den Einsatz von Dreiwagenzügen angepasst werden. Die erforderliche Verlängerung der Bahnsteige erwies sich besonders in Tōnosawa als aufwändig, da diese Station an beiden Enden von Tunneln begrenzt ist. Beim bergseitigen Tunnel musste deshalb der Hang abgetragen werden, teilweise von Hand. Allein die Anpassung dieser Station verschlang fast die Hälfte der gesamten Umbaukosten. Die Unterwerke wurden ersetzt und die Fahrdrahtspannung von 600 auf 750 V erhöht. Seit dem 14. Juli 1993 verkehren die meisten Züge auf der Bergstrecke mit drei Wagen.
Die Odakyu Group beschloss 1995, die Züge der Hakone Tozan Tetsudō an Tagen mit besonders hohem Fahrgastaufkommen auf die Bergstrecke zwischen Hakone-Yumoto und Gōra zu beschränken und die Talstrecke den Zügen der Odakyū Dentetsu zu überlassen. Auf diese Weise konnten auf der Bergstrecke bei gleicher Anzahl Fahrzeuge mehr Personen befördert werden. Diese Maßnahme bewährte sich und gilt seit dem Fahrplanwechsel vom 18. März 2006 dauerhaft. Das aus diesem Grund nicht mehr benötigte Dreischienengleis zwischen Odawara und dem Betriebswerk Iriuda wurde daraufhin entfernt, lediglich das Teilstück von dort zum Bahnhof Hakone-Yumoto blieb bestehen.
Von Oktober 2019 bis Juli 2020 war die Steilstrecke zwischen Hakone-Yumoto und Gōra aufgrund schwerer Beschädigungen infolge des Taifuns Hagibis gesperrt.

## Liste der Bahnhöfe
| Name                 | Name                                                              | km   | Höhe (m) | Anschlusslinien                                                                                 | Lage   | Ort     |
| -------------------- | ----------------------------------------------------------------- | ---- | -------- | ----------------------------------------------------------------------------------------------- | ------ | ------- |
| OH47                 | Odawara (小田原)                                                  | 00,0 | 014      | Tōkaidō-Shinkansen Tōkaidō-Hauptlinie Shōnan-Shinjuku-Linie Daiyūzan-Linie Odakyū Odawara-Linie | Koord. | Odawara |
| OH48                 | Hakone-Itabashi (箱根板橋)                                        | 01,7 | 016      |                                                                                                 | Koord. | Odawara |
| OH49                 | Kazamatsuri (風祭)                                                | 03,2 | 036      |                                                                                                 | Koord. | Odawara |
| OH50                 | Iriuda (入生田)                                                   | 04,2 | 054      |                                                                                                 | Koord. | Odawara |
| OH51                 | Hakone-Yumoto (箱根湯本)                                          | 06,1 | 096      |                                                                                                 | Koord. | Hakone  |
| OH52                 | Tōnosawa (塔ノ沢)                                                 | 07,1 | 153      |                                                                                                 | Koord. | Hakone  |
| (kein Ein-/Ausstieg) | (Spitzkehrenbahnhof) Signalstation Deyama (出山信号所)            | 08,3 | 222      |                                                                                                 | Koord. | Hakone  |
| OH53                 | (Spitzkehrenbahnhof) Ōhiradai (大平台)                            | 09,9 | 337      |                                                                                                 | Koord. | Hakone  |
| (kein Ein-/Ausstieg) | (Spitzkehrenbahnhof) Signalstation Kami-Ōhiradai (上大平台信号所) | 10,4 | 346      |                                                                                                 | Koord. | Hakone  |
| (kein Ein-/Ausstieg) | Signalstation Sen'nindai (仙人台信号場)                           |      |          |                                                                                                 | Koord. | Hakone  |
| OH54                 | Miyanoshita (宮ノ下)                                              | 12,1 | 436      |                                                                                                 | Koord. | Hakone  |
| OH55                 | Kowakidani (小涌谷)                                               | 13,4 | 523      |                                                                                                 | Koord. | Hakone  |
| OH56                 | Chōkokunomori (彫刻の森)                                          | 14,3 | 539      |                                                                                                 | Koord. | Hakone  |
| OH57                 | Gōra (強羅)                                                       | 15,0 | 541      | Hakone-Tozan-Standseilbahn                                                                      | Koord. |         |